# Hôtel Le Sarciron
L'hôtel Le Sarciron est un hôtel situé sur la commune du Mont-Dore dans le département français du Puy-de-Dôme, en région Auvergne-Rhône-Alpes.

## Localisation
Le monument se trouve au 27-31, rue Meynadier, face aux thermes du Mont-Dore.

## Historique
L’hôtel Sarciron, construit entre 1883 et 1907 par l'architecte Louis Jarrier, est un ancien hôtel de luxe transformé en immeuble d'appartements en 1957. Initialement fondé en 1806 sous le nom d'hôtel Chabaury, il a été agrandi progressivement, avec des travaux dirigés par Hector Riondel en 1883 et Jarrier dès 1890. Après avoir servi d'hôpital pendant les guerres,.

### Protection
L'hôtel est inscrit au titre des monuments historiques par arrêté du 21 mars 2005.

## Description
L'hôtel est un bâtiment éclectique avec des façades en trachyandésite et une cour intérieure. Il possède une rotonde, un hall néo-classique avec des sculptures et une ferronnerie, ainsi qu’un plafond à caisson peint. Les façades sont décorées de sculptures, et l'entrée principale, surmontée d'une tête d'Hercule, est marquée par une grande porte verrière. L'ensemble présente des toitures en ardoise, un escalier en pierre et plusieurs décorations architecturales caractéristiques de la Belle Époque.